# دسوق (مركز)
مركز دسوق، يقع في جنوب غرب محافظة كفر الشيخ في أقصى شمال جمهورية مصر العربية، ويعتبر المركز نقطة التقاء بين محافظات كفر الشيخ والغربية والبحيرة والإسكندرية، لذلك فهو مركز يعتمد في اقتصاده على الزراعة والتجارة والسياحة بشكل أساسي. عاصمة المركز مدينة دسوق ولها أهمية دينية كبيرة بالنسبة للطرق الصوفية لاحتوائها على مسجد سيدي إبراهيم الدسوقي وهو آخر الأقطاب الأربعة الصوفية، والعديد من المزارات الصوفية الأخرى. ويشتهر المركز أيضاً بمدينة بوتو القديمة التي كانت عاصمة مملكة الشمال (مصر السفلى) في عصر ما قبل توحيد القطرين على يد الملك نعرمر سنة 3200 ق.م.

## جغرافيا
يقع مركز دسوق جنوب غرب محافظة كفر الشيخ حيث يحده:
- من الشمال: مركزي فوه وسيدي سالم.
- من الشرق: مركزي كفر الشيخ وقلين.
- من الغرب: نهر النيل - فرع رشيد، ثم مركزي الرحمانية وشبراخيت بمحافظة البحيرة.
- من الجنوب: مركز بسيون محافظة الغربية.[5]

## السكان
حسب التعداد السكاني لعام 2006، بلغ إجمالي سكان مركز دسوق 341,093 نسمة، منهم 173,212 ذكر و167,881 أنثى.
وبحسب التعداد التقديري لعام 2009، بلغ عدد سكان المركز 408,828 نسمة بدون المدينة.

## التاريخ الإداري
- عام 3200 ق.م، أصبحت مدينة بوتو عاصمة مملكة الشمال (مصر السفلى) قبل توحيد الملك نعرمر للقطرين.
- من 1250 م إلى 1517 م، كانت دسوق مدينة تابعة لأعمال الغربية.
- من 1798 م إلى 1801 م، أصبحت دسوق تابعة لإقليم رشيد، وذلك في فترة الحملة الفرنسية على مصر.
- عام 1841 م، أصبحت تسمى قسم المندورة ومقرها مدينة دسوق لكونها أكبر بلاده.
- عام 1871 م، صدر قرار من نظارة (وزارة) الداخلية بتسمية قسم المندورة باسم مركز دسوق، وحدث تضارب بين نظارتي الداخلية والمالية، حيث ظلت مسجلة باسم قسم المندورة في دفاتر نظارة المالية.
- 22 فبراير عام 1869 م، صدر قرار من نظارة المالية بتسمية قسم المندورة باسم مركز دسوق لتوحيد التسمية في دفاتر نظارتي الداخلية والمالية.[7]

## التقسيم الإداري
يبلغ عدد القرى بالمركز 35 قرية، منها 11 قرى رئيسية و24 قرية تابعة، يتبعها إجمالاً 249 عزبة. والوحدات المحلية التابعة للمركز هي:

### الوحدة المحلية بقرية شباس الشهداء
- يتبعها قرية شباس الشهداء عاصمة الوحدة المحلية وقرية كفر الشراعنة وعزبتى نصف أول والبيضا

### الوحدة المحلية بقرية محلة دياي
- محلة دياي عاصمة الوحدة المحلية.
- منية جناج
- كفر الخير

### الوحدة المحلية بقرية أبو مندور
- أبو مندور عاصمة الوحدة المحلية.
- المندورة.
- النوايجة.
- ثروت الشرقيه٠

### الوحدة المحلية بقرية محلة أبو علي
- محلة أبو علي عاصمة الوحدة المحلية.
- جماجمون.
- كفر إبراهيم.

### الوحدة المحلية بقرية سنهور المدينة
- سنهور المدينة عاصمة الوحدة المحلية.
- كفر أم يوسف.
- منشأة بطاح.

### الوحدة المحلية بقرية كفر العرب
- يتبعها فقط قرية كفر العرب عاصمة الوحدة المحلية.

عزبه الفار

### الوحدة المحلية بقرية شابة
- شابة عاصمة الوحدة المحلية.
- كفر أبوزيادة.
- الشباسية.

### الوحدة المحلية بقرية كنيسة الصرادوسي
- كنيسة الصرادوسي عاصمة الوحدة المحلية.
- دمرو سليمان.
- منشأة علي أغا.
- لاصيفر البلد.
- أبيوقا.

### الوحدة المحلية بقرية كفر مجر
- كفر مجر عاصمة الوحدة المحلية.
- دمنكة.
- الصافية.

### الوحدة المحلية بقرية العجوزين
- العجوزين عاصمة الوحدة المحلية.
- كفر عبد الرحمن.
- الشون.
- أبطو.

### الوحدة المحلية بقرية شباس الملح
- شباس الملح عاصمة الوحدة المحلية.
- محلة مالك.
- الزوامل.
- كفر السودان.
- الإبراهيمية.
- منشأة زعلوك.
- كوم النص.